# Dalangunypole Gomis
Dalangunypole Gomis (Évreux, 28 juni 2004) is een Frans voetballer van Senegalese afkomst die sinds 2024 uitkomt voor Cercle Brugge.

## Clubcarrière
Gomis ruilde in 2018 de jeugdopleiding van Évreux FC 27 voor die van Stade Rennais. In het seizoen 2022/23 speelde hij negen competitiewedstrijden voor het tweede elftal van Stade Rennais in de Championnat National 2. In de zomer van 2023 maakte hij de overstap naar FC Sochaux. Gomis werd in eerste instantie gehaald met het oog op het beloftenelftal in de Championnat National 3, maar uiteindelijk kwam hij dat seizoen toch vooral uit voor het eerste elftal van de club. Naast 21 competitiewedstrijden in de Championnat National speelde hij dat seizoen ook zeven wedstrijden in de Coupe de France. In april 2024 ondertekende hij zijn eerste profcontract bij Sochaux, dat hem tot medio 2027 aan de club verbond.
Eind augustus 2024 ondertekende Gomis, die op de openingsspeeldag van de Championnat National nog kort inviel tegen US Quevilly-Rouen Métropole, een vierjarig contract bij de Belgische eersteklasser Cercle Brugge. In november liep Gomis een hamstringblessure op waardoor hij de rest van het seizoen niet meer speelde. 

## Privé
- Zijn broer Nicksoen is eveneens profvoetballer. In januari 2023 leende Sheffield United hem voor een half seizoen uit aan Beerschot VA.